# Klimow WK-2500

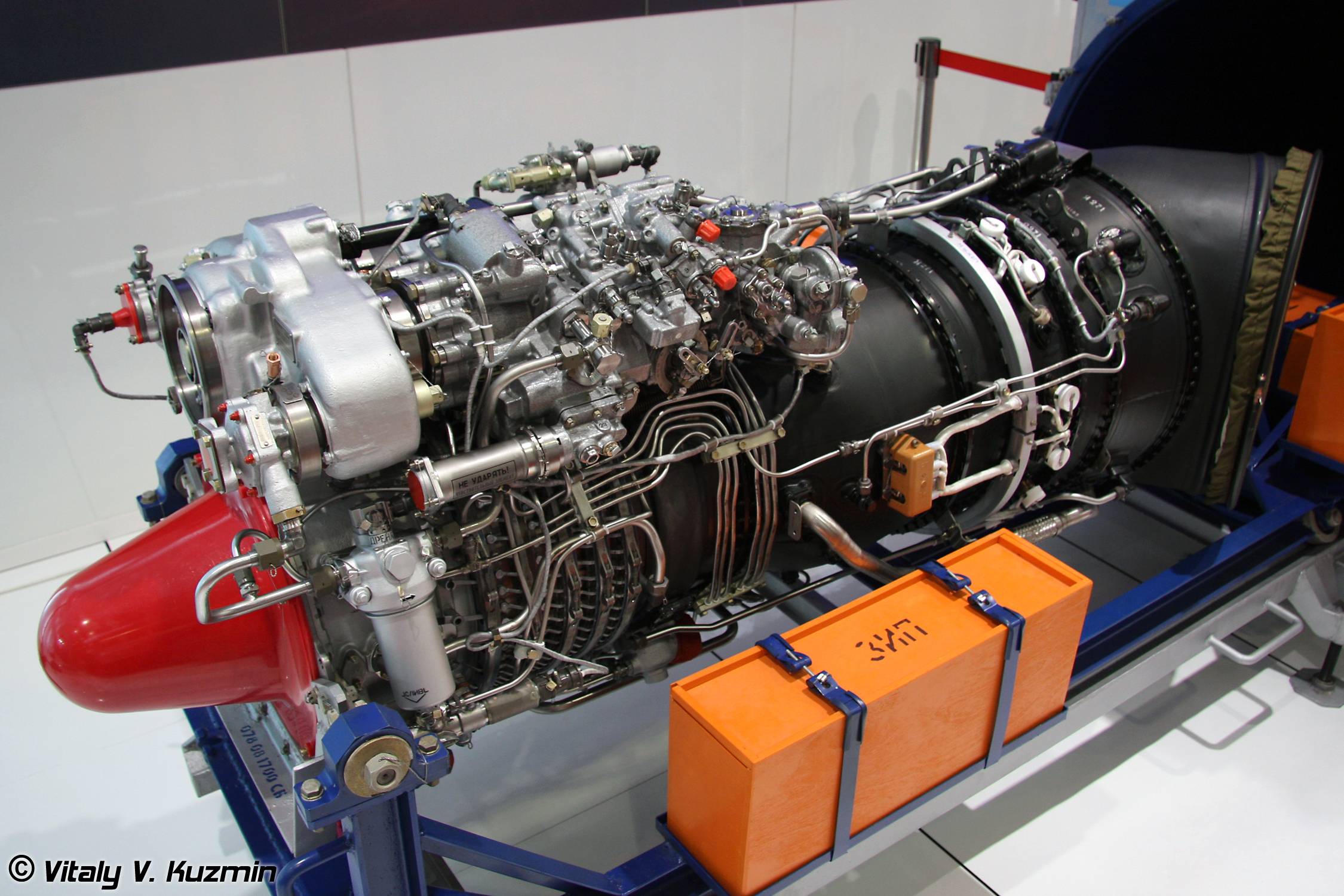
Ein WK-2500 von Klimow

Das Klimow WK-2500 (oder auch TW3-117WMA-SB3) ist ein Hubschraubertriebwerk des ukrainischen Herstellers Motor Sitsch. Zudem baut auch die russische Firma Klimow den Motor. Das Triebwerk ist eine Variante des Klimow TW3-117. Im Jahr 2001 wurde der Motor vom russischen Verteidigungsministerium zertifiziert. So konnte in den 2000er Jahren bei Motor Sich die Produktion beginnen. 2004 wurde der erste Helikopter mit WK-2500 als Exportversion verkauft.
Der Motor wird bei den Helikoptern Mi-35M, Mi-28N, Ka-52, Mi-8, Mi-17 und Mi-171 und dem Experimentalhubschrauber Mi-PSW eingesetzt.
Im Jahr 2001 war geplant, die Produktion des WK-2500 zwischen Klimow in St. Petersburg und Motor Sitsch in der Ukraine aufzuteilen, wobei das russische Unternehmen die in Saporischschja produzierten Module zu Motoren für militärische Kunden zusammenbauen sollte. 2009 verkündete Russland den Plan, die Produktion aus der Ukraine zu Klimow nach Sankt Petersburg zu verlagern. Klimow übernahm die Produktion. Bis 2014 war die Produktion ohne Probleme möglich. Mit der Besetzung der Krim im Jahr 2014 wurden die Motoren unter Sanktion gestellt und es durften nur Exportversionen gebaut werden. 2018 stellte die Ukraine den Export der WK-2500 nach Russland ganz ein. Klimow suchte sich neue Lieferanten. Es wurden trotzdem, unter Umgehung der ukrainischen Sanktionen, Teile des WK-2500 nach Russland geliefert und von Klimow endmontiert. Seit dem Ukrainekrieg hat Russland Probleme, genügend Motoren zu bauen, um die Verluste im Krieg zu ersetzten. Daher versucht Russland, von anderen Ländern die Motoren wieder zu erhalten und richtete Anfragen an Ägypten, Pakistan, Brasilien und Belarus. Brasilien lehnte ab, Pakistan und Ägypten haben sich nicht endgültig entschieden. Belarus ist bereit, WK-2500 an Russland abzugeben.
Neben dem Standard-WK-2500 gibt es die Variante WK-2500P-01, die ab 2017 in Russland produziert wurde und im Jahr 2020 die Zertifizierung für das Militär erhalten hat. Außerdem gibt es noch den WK-2500-02 und den WK-2500-03.